# Karak Apung
Karak Apung is een bestuurslaag in het regentschap Bungo van de provincie Jambi, Indonesië. Karak Apung telt 1071 inwoners (volkstelling 2010).